# Deism
Deism (av latin deus, gud) är inom religionsfilosofi en gudsuppfattning som innebär att det finns en transcendent (översinnlig, ej möjlig att uppfatta eller förstå) Gud, som skapat världen, men inte längre ingriper i världens gång. Jämför teism.
Efter skapelsen fungerar världen uteslutande i enlighet med de rationella naturlagar som finns nedlagda i den. Deismen uppstod i 1600-talets England och utgår från antagandet om en "naturlig religion", det vill säga att kunskap om Gud inte kan utvinnas ur religiösa läror utan endast ur människans naturliga moral. Den viktigaste representanten för deismen var Herbert av Cherbury (1583–1648) som djupt påverkade upplysningens tänkande. En annan viktig person i sammanhanget var Matthew Tindal (1653–1733). Åtminstone två av USA:s presidenter, Thomas Jefferson och Abraham Lincoln, var deister.[källa behövs]